# 艾因法克隆
35°58′N 6°52′E / 35.967°N 6.867°E

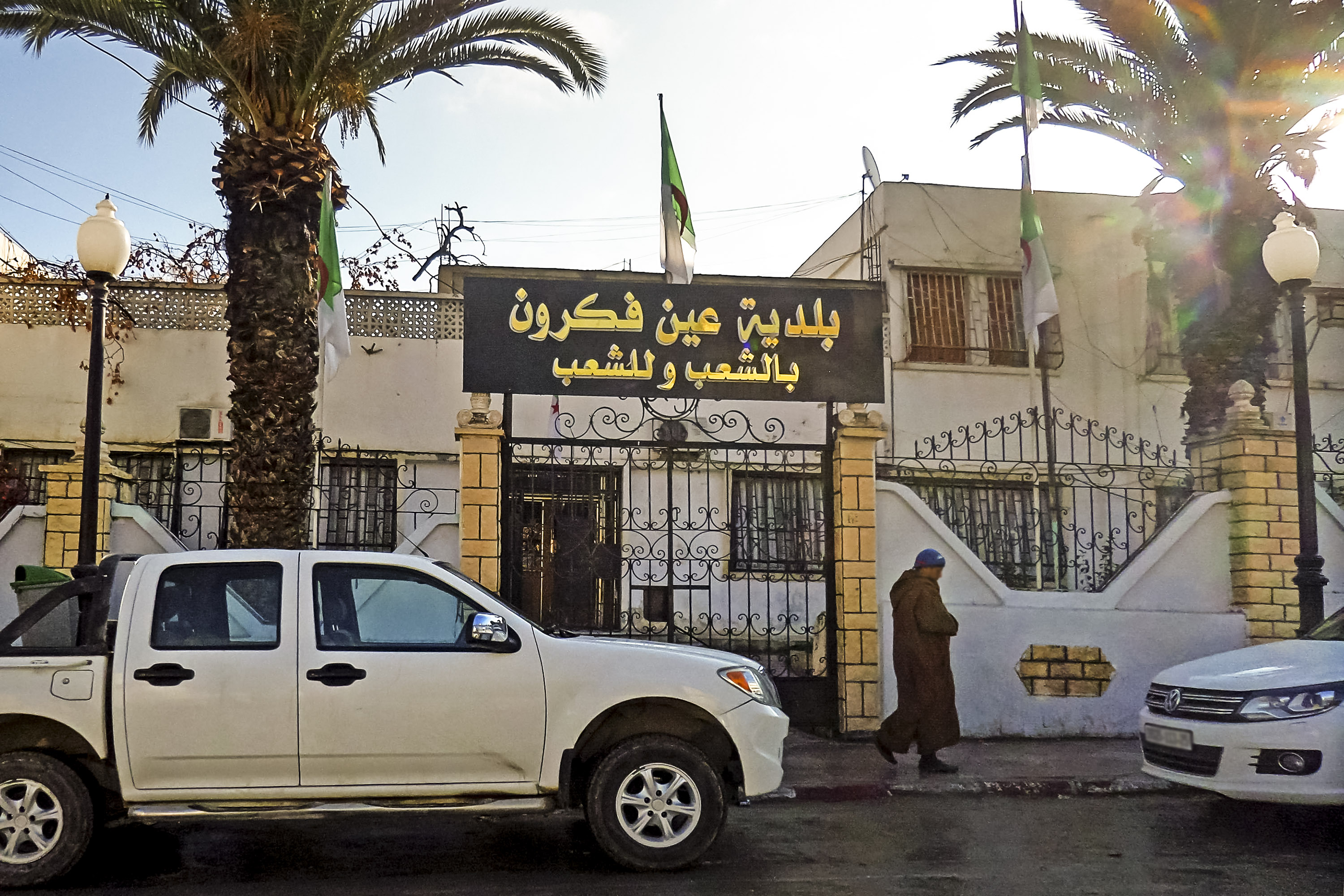
艾因法克隆

艾因法克隆（阿拉伯语：‎），是阿爾及利亞的城鎮，位於該國東北部，由烏姆布瓦吉省負責管轄，是艾因法克隆區的首府，面積262平方公里，2008年人口55,282，人口密度每平方公里211人。